# E1 (osiedla żydowskie)

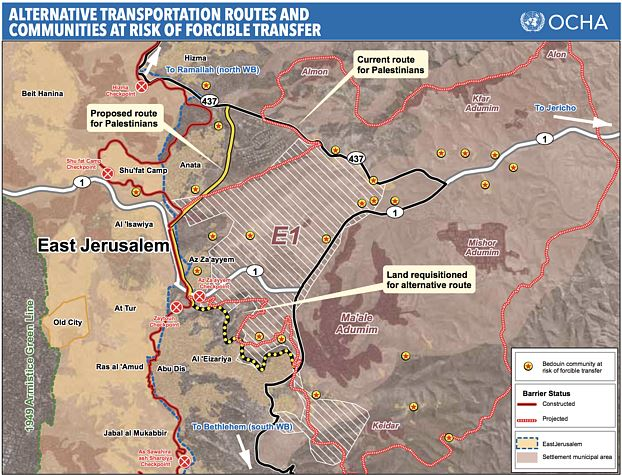
Lokalizacja obszaru E1

E1 lub E-1  (od ang. East 1 lub hebr. מזרח 1, mizrach 1, dosł. wschód 1), również jako Mewasseret Adummim (hebr. מְבַשֶּׂרֶת אֲדֻמִּים) – obszar Zachodniego Brzegu na wschód od Wschodniej Jerozolimy znajdujący się w ramach jurysdykcji władz osiedla Ma’ale Adummim, które zgodnie z prawem międzynarodowym uważane jest za nielegalne osiedle żydowskie. Teren ten został przeznaczony pod rozbudowę osiedla w latach 90. XX wieku przez rząd Icchaka Rabina.
E1 obejmuje obszar o powierzchni 12 km² zamieszkany przez społeczność beduińską, a także palestyńską. W ramach E1 wydzielono obszar pod zabudowę cywilną, strefę ekonomiczną oraz siedzibę Policji Izraela na dystrykt Judei i Samarii.
Według organizacji palestyńskich i izraelskich organizacji propokojowych E1 stanowi zagrożenie dla ciągłości terytorialnej przyszłego państwa palestyńskiego ze względu na możliwość odseparowania Wschodniej Jerozolimy od reszty Zachodniego Brzegu. Postęp prac budowlanych w ramach E1 stanowi przeszkodę dla rozwoju palestyńskich miejscowości między Wschodnią Jerozolimą, Ramallah i Betlejem. Ponadto rozbudowa Mewasseret Adummim może doprowadzić do zablokowania dostępu Beduinom do pastwisk dla zwierząt hodowlanych.

## Historia
Po wojnie sześciodniowej (1967) Izrael nie dokonał aneksji Zachodniego Brzegu, który od tego czasu znajduje się pod administracją wojskową. W 1980 roku Państwo Izrael uznało większość terenów wchodzących obecnie w skład Mewasseret Adummim jako ziemię państwową .

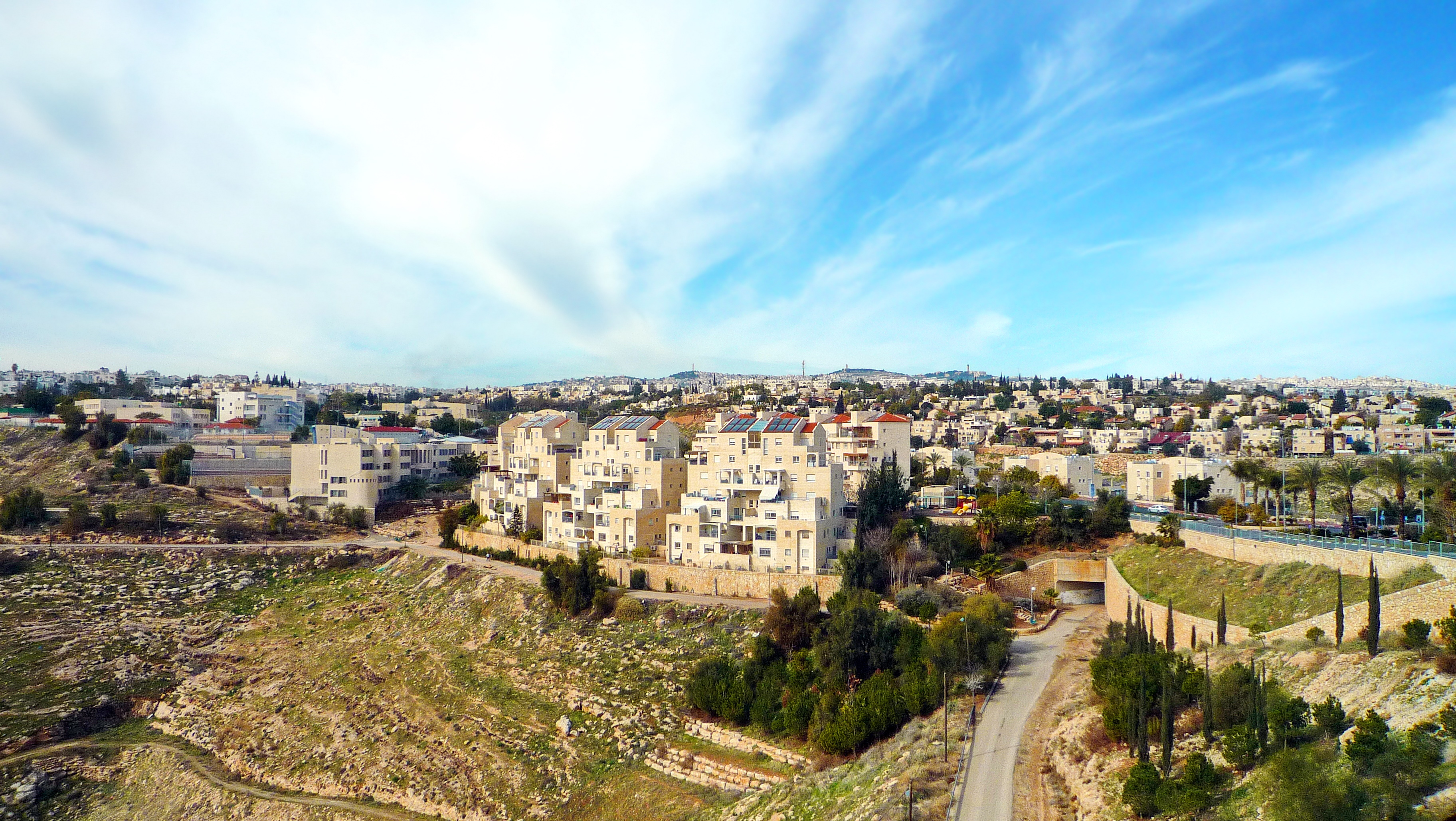
Widok na Ma’ale Adummim

W 1991 roku minister obrony Mosze Arens podpisał nakaz przekazania obszarów znanych dzisiaj pod nazwą E1 do rady Ma’ale Adummim . W 1994 roku premier Icchak Rabin zapowiedział, że osiedle Ma’ale Adummim wejdzie w skład „zjednoczonej Jerozolimy” pod izraelską władzą. Jako zabezpieczenie tej decyzji Rabin przekazał w tym samym roku burmistrzowi Ma’ale Adummim dokument potwierdzający włączenie obszaru E1 w granice municypalne osiedla, dzięki czemu osiedle będzie połączone z Jerozolimą.
W 1996 roku premier Szimon Peres potwierdził stanowisko rządu na temat rozszerzenia izraelskiej suwerenności na Ma’ale Adummim. Miano by tego dokonać na podstawie porozumień pokojowych z Palestyńczykami. Pomysł zyskał również poparcie Josiego Belina, który zaangażowany był w organizację rozmów izraelsko-palestyńskich w Oslo. Podczas pierwszej kadencji Benjamina Netanjahu planowano utworzyć obszar municypalny „Wielkiej Jerozolimy”, który obejmowałby obszar E1 i Ma’ale Adummim. Działania te nie zostały zrealizowane pod presją Stanów Zjednoczonych . Podczas kadencji Ehuda Baraka rząd popierał rozbudowę i aneksję Mewasseret Adummim, ale wyłącznie w sferze deklaratywnej. Sprawę przyszłości obszaru planowano poruszyć podczas konferencji w Tabie. Zakończyła się ona jednak impasem i strony nie osiągnęły żadnego porozumienia . W 2002 roku pierwszy rząd Ariela Szarona zaakceptował plan municypalny (Plan 420/4/2) powstały jeszcze za rządów Netanjahu. Zakładał on przeznaczenie 135 ha północno-zachodniej części E1 pod zabudowę cywilną i przemysłową na potrzeby osiedla Ma’ale Adummim i miasta Jerozolimy . Ostatecznie planu nie wdrożono w życie. Amerykańska presja doprowadziła ponownie do zawieszenia realizacji planu rozbudowy E1 . Dopiero w 2004 roku drugi rząd Szarona rozpoczął budowę infrastruktury transportowej na obszarze E1. Większość z prac miała charakter nielegalny ze względu na brak odpowiednich pozwoleń i planów zagospodarowania .

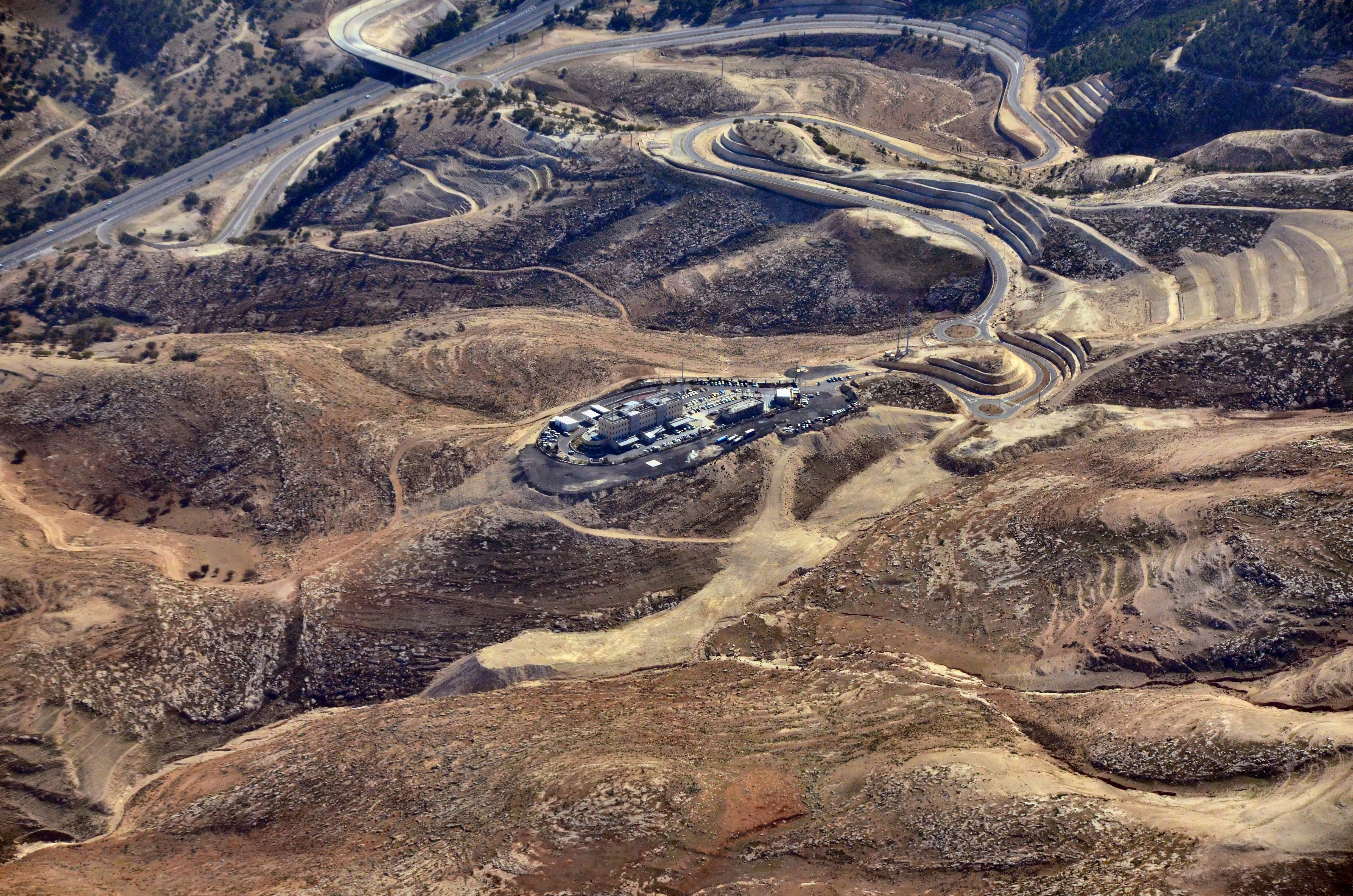
Siedziba Policji Izraela na dystrykt Judei i Samarii

W 2005 roku zaakceptowano Plan 420/4/9. Zakładał on przeznaczenie 18 ha Mewasseret Adummim pod budowę siedziby Policji Izraela na dystrykt Judei i Samarii. Budynek oddano do użytku w 2008 roku. Budowie siedziby Policji Izraela towarzyszyła rozbudowa infrastruktury transportowej (drogi, chodniki, ronda) i ochronnej. Koszt tych inwestycji wyniósł 200 milionów szekli.
Międzynarodowe naciski na Izrael spowodowały, że zaprzestano prowadzenia jakichkolwiek prac na obszarze E1. Jednak w 2008 roku premier Ehud Olmert i minister spraw zagranicznych Izraela Cippi Liwni nalegali, aby osiedle Ma’ale Adummim stało się częścią Państwa Izrael. Premier ponadto deklarował chęć kontynuacji prac budowlanych i inwestycyjnych pomimo międzynarodowych sprzeciwów.
W 2012 roku, w odpowiedzi na przyznanie przez Zgromadzenie Ogólne Organizacji Narodów Zjednoczonych Autonomii Palestyńskiej statusu niepaństwowego obserwatora, Izrael zapowiedział akceptację budowy 3000 mieszkań w E1 .
W październiku 2018 roku rząd Izraela podjął kroki w celu wysiedlenia Beduinów (ok. 180 osób) ze wsi Chan el Ahmar. Decyzja ta była zatwierdzona przez Sąd Najwyższy Izraela na podstawie wyroku stwierdzającego, że wieś powstała w sposób nielegalny. Likwidację wsi zawieszono ze względu na obawy przed pogwałceniem międzynarodowego prawa humanitarnego i możliwym zaangażowaniem się w sprawę Międzynarodowego Trybunału Karnego.
W 2019 roku oddano do użytku drogę nr 4370 . Stanowi ona część wschodniej obwodnicy Jerozolimy (tzw. droga apartheidu), która będzie miała na celu przekierowanie palestyńskiego ruchu pomiędzy Ramallah i Betlejem poza obszar E1 .
W lutym 2020 roku premier Netanjahu zapowiedział intensyfikację prac w ramach obszaru Mewasseret Adummim. Ma się ona odbyć w ramach dwóch planów: YOSH/420/4/7 (1228 mieszkań na południu E1) i YOSH/420/4/10 (2173 mieszkań na wschodzie E1). Są to propozycje jeszcze z 2012 roku, ale z uwagi na międzynarodowy sprzeciw były zawieszone przez rząd izraelski. W marcu tego samego roku ówczesny minister obrony Izraela Naftali Bennett wydał zgodę na budowę nowej drogi dla Palestyńczyków, która również kierowałaby ich ruch poza obszar E1 .
Po objęciu urzędu premiera Naftali Bennett zapowiedział, że izraelski rząd nie wstrzyma planów rozbudowy E1 . Minister obrony Izraela Beni Ganc stwierdził, że Izrael wdraża zbalansowany plan rozwoju obszaru i nie dąży do pełnej realizacji projektów powstałych w pierwszej kadencji Netanjahu w latach 90. XX wieku. Ogólny plan dla E1 przewiduje budowę 3910 mieszkań, 2152 pokoi hotelowych i strefy przemysłowej.

## Stanowiska

### Państwo Izrael

Mapa przedstawiająca Wschodnią Jerozolimę, osiedle Ma’ale Adummim i obszar E1

Według Jerusalem Center for Public Affairs obszar E1 ma strategiczne znaczenie dla Izraela. Po pierwsze zabezpiecza on Jerozolimę, jako stolicę Państwa Izrael, od wschodu przed wsiami i miastami palestyńskimi. Po drugie, przez Mewasseret Adummim biegnie główny szlak transportowy (droga Jerozolima–Jerycho) izraelskiej armii w razie konfliktu zbrojnego nad Jordanem. Rozwijające się w pobliżu obszaru E1 palestyńskie miejscowości stanowią zagrożenie dla interesów obronnych państwa. Ponadto obszar E1 połączy Jerozolimę z Ma’ale Adummim i w połączeniu z otaczającymi je osiedlami (Giwat Ze’ew, Betar Illit, Efrat) stworzy obszar metropolitalny Jerozolimy . Organizacja stwierdza również, że Stany Zjednoczone nigdy nie sprzeciwiły się planom rozbudowy obszaru E1 na płaszczyźnie prawnej, a jedynie traktują izraelską obecność w Mewasseret Adummim jako ewentualną przeszkodę dla procesu pokojowego .
Również władze Ma’ale Adummim określają obszar Mewasseret Adummim mianem strategicznego dla ciągłości terytorialnej państwa. Uważają ponadto, że okolica ta jest istotna ze względów historycznych, ponieważ w E1 znajdują się pozostałości świadczące o zamieszkiwaniu tych terenów przez Żydów w okresie drugiej Świątyni Jerozolimskiej.
Kolejnym argumentem za rozwojem obszaru E1 jest fakt, iż wszystkie izraelskie rządy od lat 90. XX wieku popierały ten projekt .
Według strony izraelskiej obszar E1 znajduje się w strefie C Zachodniego Brzegu, w której na mocy II porozumienia z Oslo to Izrael ma pełnię praw dotyczących bezpieczeństwa, administracji i planowania. Ponadto Izraelczycy twierdzą, że wszystkie miejscowości palestyńskie i beduińskie powstałe w E1 nie mają wymaganych pozwoleń i są nielegalne . Co więcej, kolejne rządy w Izraelu twierdziły, iż plany zabudowy cywilnej w Mewasseret Adummim są odpowiedzią na zapotrzebowanie na mieszkania w Jerozolimie oraz wokół niej .
Połączenie Jerozolimy z Ma’ale Adummim poprzez Mewasseret Adummim ma zapobiec ewentualnemu podziałowi Jerozolimy w przyszłości.

### Pokój Teraz, Ir Amim i B’tselem
Propokojowe izraelskie organizacje strzegące praw człowieka Pokój Teraz, Ir Amim i B’tselem uznają działalność osadniczą i prace budowlane w obszarze E1 za nielegalne, szkodzące procesowi pokojowemu oraz przyszłemu państwu palestyńskiemu.
Według organizacji Pokój Teraz E1 godzi w ciągłość terytorialną przyszłego państwa palestyńskiego, uniemożliwiając mu tym samym rozwój. Ponadto Mewasseret Adummim odetnie Wschodnią Jerozolimę, czyli największe skupisko Palestyńczyków na Zachodnim Brzegu (ok. 450 000 osób) od reszty tego obszaru. Taka sytuacja, według organizacji, uniemożliwi rozwój gospodarczy i osłabi przedsiębiorstwa ulokowane pomiędzy Ramallah i Betlejem. Położenie E1 na skrzyżowaniu dróg Jerozolima–Jerycho i Dżanin–Hebron wpływa negatywnie na płynność przepływu osób i towarów po stronie palestyńskiej.
B’tselem donosi natomiast, że rozbudowa osiedli w ramach E1 doprowadzi do sytuacji, w której palestyńskie miejscowości staną się enklawami, a posiadacze pól lub pastwisk nie będą mieli do nich dostępu ze względu na ograniczenia administracyjne lub ograniczenia w ruchu. Organizacja obawia się także, że nowe plany budowy mogą stać się przyczyną wysiedlania Beduinów. Drogi używane dotychczas przez Palestyńczyków i Beduinów staną się natomiast szlakami komunikacyjnymi pomiędzy osiedlami, co sprawi, że izraelskie służby bezpieczeństwa będą dążyły do ograniczenia ruchu innego niż izraelski. Będzie to godziło w prawo do wolności przemieszczania się. Ponadto E1 odetnie Wschodnią Jerozolimę od reszty Zachodniego Brzegu.
Ir Amim alarmuje, że E1 stanie się klinem wbitym pomiędzy Ramallah i Betlejem, co podzieli Zachodni Brzeg i naruszy ciągłość terytorialną przyszłego państwa palestyńskiego. Mewasseret Adummim wraz z izraelskimi osiedlami we Wschodniej Jerozolimie zagrozi jej statusowi jako ewentualnej stolicy Palestyny. Organizacja zwraca także uwagę na łamanie praw człowieka poprzez próby wysiedleń Beduinów i budowę dróg wyłącznie dla Palestyńczyków lub Izraelczyków.

### Unia Europejska
W 2012 roku Francja i Wielka Brytania zagroziły wycofaniem swoich dyplomatów z Izraela jeżeli ten rozpocznie prace konstrukcyjne w Mewasseret Adummim.
UE potępia prace budowlane w obrębie E1 oraz próby wysiedlenie Beduinów z ich wsi. Przedstawiciele UE opierają swoje stanowisko na opinii, iż żydowskie osiedla na Zachodnim Brzegu stanowią naruszenie prawa międzynarodowego, a przeprowadzanie przymusowych wysiedleń na okupowanych terytoriach stanowi zbrodnię wojenną. Przedstawiciel UE Sven Kühn von Burgsdorff wezwał w 2020 roku rząd Izraela do zaprzestania prac budowlanych na terenie Mewasseret Adummim i w osiedlach we Wschodniej Jerozolimie, ponieważ prace te zagrażają ciągłości terytorialnej Palestyny i separują państwo palestyńskie od jego przyszłej stolicy.
W styczniu 2022 roku Niemcy, Francja, Włochy i Hiszpania wydały wspólne stanowisko wzywające Izrael do trwałego wstrzymania jakichkolwiek prac budowlanych w E1 i we Wschodniej Jerozolimie. Państwa te uznały, że dalszy rozwój osiedli doprowadzi do sytuacji, w której Jerozolima nie będzie mogła być stolicą dwóch państw i narodów .

### Stany Zjednoczone
Administracje Billa Clintona, George’a W. Busha i Baracka Obamy sprzeciwiały się izraelskiej aktywności na obszarze E1, uważając, że osadnictwo negatywnie wpływa na dwupaństwowe rozwiązanie konfliktu izraelsko-palestyńskiego  . Za sprawą nacisków Busha oraz Obamy rządy Izraela wstrzymały jakiekolwiek prace w Mewasseret Adummim .
W listopadzie 2021 roku 25 członków Partii Demokratycznej zwróciło się do Sekretarza Stanu Antony’ego Blinkena, aby Stany Zjednoczone wyraziły głębokie zaniepokojenie planami izraelskiego rządu, aby wznowić rozwój E1. Członkowie Kongresu uznali, że osadnictwo zagraża przyszłemu państwu palestyńskiemu. Obszar Mewasseret Adummim odgrywa w tym szczególną rolę, ponieważ rozdziela północą część Zachodniego Brzegu i Ramallah od południa Zachodniego Brzegu i Betlejem. Apelujący uznali, że jest to najwyższy moment, ponieważ budowa osiedli za administracji Donalda Trumpa wzrosła o 28%  .
Administracja prezydenta Joego Bidena skrytykowała osadnictwo na Zachodnim Brzegu jako przeszkodę dla „konającego” procesu pokojowego, ale jeszcze nie zażądała jego wstrzymania .

### Organizacja Narodów Zjednoczonych
ONZ potępia jakąkolwiek aktywność osadniczą Izraela na Zachodnim Brzegu. Stanowi ona naruszenie prawa międzynarodowego. Organizacja wzywa Izrael do zaprzestania tej działalności i likwidacji osiedli. 22 listopada 1967 roku rezolucja Rady Bezpieczeństwa ONZ nr 242 wezwała Izrael do wycofania się ze wszystkich terytoriów zajętych w trakcie wojny sześciodniowej i okupowanych po niej. 20 sierpnia 1980 roku Rada Bezpieczeństwa ONZ potępiła rezolucją nr 478 aneksję Wschodniej Jerozolimy i ogłoszenia miasta niepodzielną stolicą Izraela. Rada nazwała Państwo Izrael okupantem i stwierdziła, że nie ma ono prawa do zmiany statusu „świętego miasta”. Co więcej, wszystkie decyzje prawne i administracyjne wynikające z aneksji są nielegalne i muszą zostać cofnięte.
W 2020 roku ONZ potępiła izraelskie propozycje premiera Benjamina Netanjahu w sprawie aneksji wybranych części Zachodniego Brzegu. W 2021 roku ONZ ponownie wezwała Izrael do natychmiastowego wstrzymania rozwoju osiedli na Zachodnim Brzegu, w tym we Wschodniej Jerozolimie.